# Alizé Cornetová

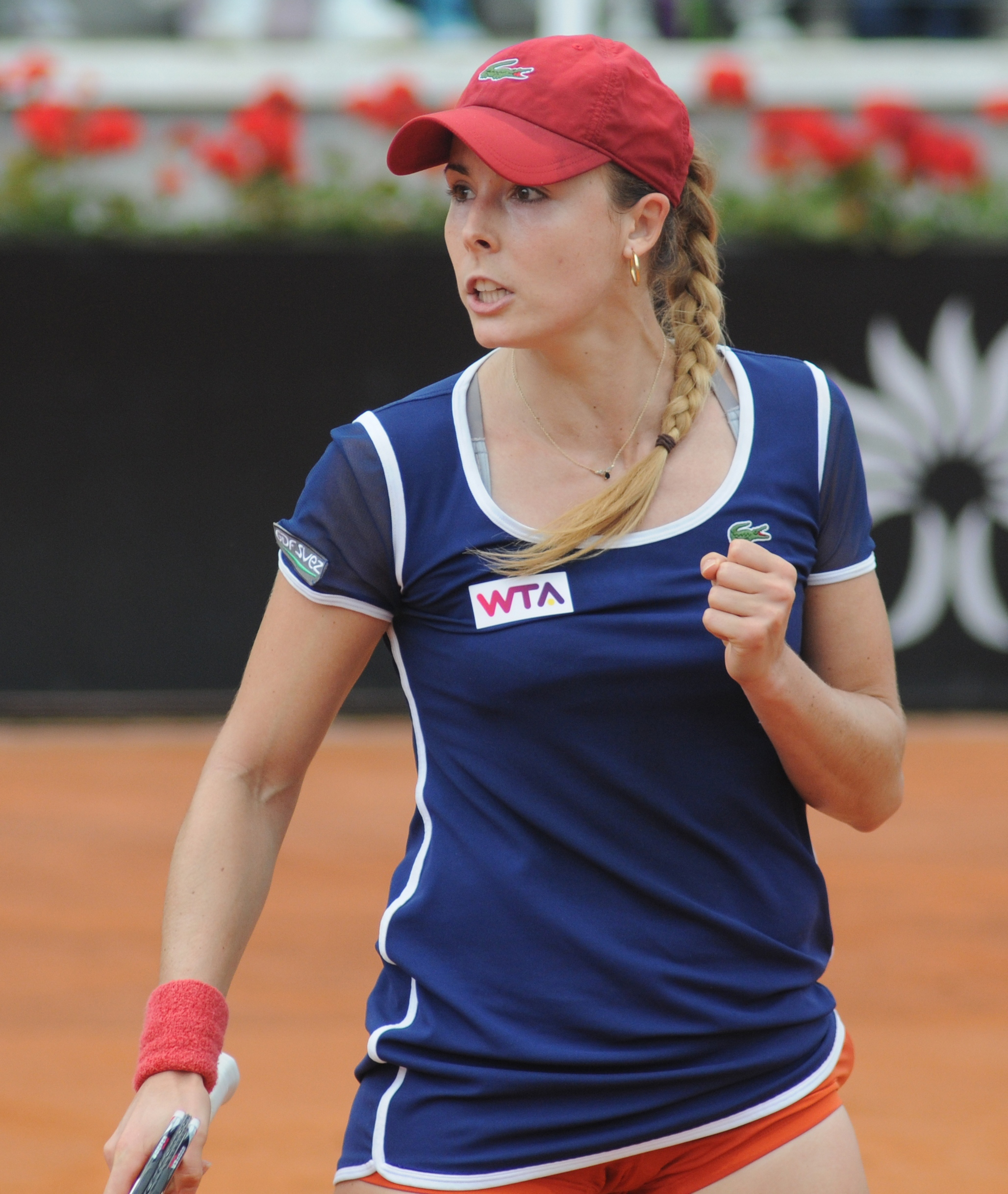
Na Rome Masters 2014

Alizé Cornetová (nepřechýleně: Cornet, výslovnost: [a.li.ze koʁ.ne]IPA, * 22. ledna 1990 Nice) je francouzská profesionální tenistka, vítězka juniorské dvouhry na French Open 2007. Ve své dosavadní kariéře vyhrála na okruhu WTA Tour šest singlových a tři deblové turnaje. V rámci okruhu ITF získala po třech titulech ve dvouhře i  ve čtyřhře.
Na žebříčku WTA byla ve dvouhře nejvýše klasifikována v únoru 2009 na 11. místě a ve čtyřhře pak v březnu 2011 na 59. místě. Trénuje ji Nicolas Beuque. Dříve tuto roli plnili Srbka Biljana Veselinovićová, Simon Goffin, Pierre Cherret, Pierre Bouteyre či partner Michael Kuzaj.
Během sezóny 2014 třikrát porazila úřadující světovou jedničku Serenu Williamsovou. Nejdříve v semifinále Dubai Tennis Championships, podruhé ve třetím kole Wimbledonu, když dokázala otočit jednosetovou ztrátu a potřetí na premiérovém ročníku Wuhan Open, kde Willimasová skrečovala utkání v závěru prvního setu pro příznaky virózy. Stala se tak první hráčkou od Justine Heninové v roce 2007, která dokázala Američanku porazit třikrát během jednoho roku.
Na US Open 2022 se stala prvním tenistou v historii, který zasáhl do 63. grandslamové dvouhry za sebou. Na Australian Open 2024 rekord zahájený na Australian Open 2007 navýšila již na 68 startů. Celkově se jednalo o 71. start na „turnajích velké čtyřky“, což ji řadilo na sdílené třetí místo po bok Frazierové a Kuzněcovové.

## Tenisová kariéra

### Týmové soutěže
Ve francouzském týmu Billie Jean King Cupu debutovala v roce 2008 pekingským čtvrtfinále Světové skupiny proti Číně, v němž podlehla Li Na. Ve štrasburském finále 2016 proti České republice prohrála nedělní dvouhru s Barborou Strýcovou. Francie odešla poražena 2:3 na zápasy. V roce 2019 se stala členkou vítězného týmu. Do ročníku zasáhla čtvrtfinálovou výhrou nad Belgičankou Elise Mertensovou. Do listopadu 2024 v soutěži nastoupila k dvaceti čtyřem mezistátním utkáním s bilancí 7–17 ve dvouhře a 4–6 ve čtyřhře.
Francii reprezentovala na Letních olympijských hrách 2008 v Pekingu, kde v ženské dvouhře startovala jako patnáctá nasazená. Po výhrách nad Nicole Vaidišovou a Pcheng Šuaj vypadla ve třetím kole, když nestačila na turnajovou čtyřku Serenu Williamsovou. Do ženské čtyřhry nastoupila s Virginií Razzanovou. Soutěž opustily v úvodní fázi po dramatické třísetové prohře od třetího nasazeného páru Tchajwanek Čan Jung-žan a Čuang Ťia-žung.
Ve francouzském družstvu se účastnila londýnských Her XXX. olympiády, kde v úvodním kole dvouhry vyřadila Rakušanku Tamiru Paszekovou. V turnaji hrála na divokou kartu ITF. Následně však hladce podlehla Daniele Hantuchové. Spolu s Kristinou Mladenovicovou skončily v ženské čtyřhře v prvním kole na raketách čínského páru Čeng Ťie a Pcheng Šuaj. Na odložené Letní olympiádě 2020 v Tokiu prohrála na úvod singlové soutěže s pátou nasazenou Karolínou Plíškovou. Po boku Fiony Ferrové vypadla ve druhém kole tokijského debla.
Za Francii nastoupila na Hopman Cupu 2014. V páru s Jo-Wilfriedem Tsongou vytvořili třetí nasazené družstvo. V základní skupině B vyhráli všechna tři mezistátní utkání a postoupili do finále. Ve dvouhrách podlehla Češce Petře Kvitové a Američance Sloane Stephensové. Naopak zdolala Španělku Anabel Medinaovou Garriguesovou. Ve finále si dvojice poradila s Polskem 2:1 na zápasy, když nejdříve Cornetová nestačila na Agnieszku Radwańskou a poté Tsonga vyrovnal výhrou nad Panfilem. O vítězích tak rozhodla až závěrečná smíšená čtyřhra, v níž Poláci uhráli jen dvě hry. Francouzi na Hopmanově poháru vybojovali první titul. V roce 2015 jej obhajovala v páru s Benoîtem Pairem. V základní skupině dokázali porazit Austrálii i Polsko a prohráli s Velkou Británií. Ve vyrovnané skupině obsadili třetí místo. Zúčastnila se také Hopman Cupu 2009 po boku Gillese Simona, na němž obsadili třetí příčku v základní fázi, s bilancí 1:2 na zápasy.

### Juniorská kariéra
Tenis začala hrát ve čtyřech letech.
V juniorské kategorii si zahrála dvě grandslamová finále. v páru s Italkou Corinnou Dentoniovou prohrály v boji o titul juniorského debla na Australian Open 2006, když nestačily na kanadsko-ruskou dvojici Sharon Fichmanová a Anastasija Pavljučenkovová.
Trofej si odvezla z juniorské dvouhry na French Open 2007 po rozhodující výhře nad Kolumbijkou Mariana Duque Mariñovou.

### 2005–2007
V květnu 2005 obdržela divokou kartu na pařížský grandslam French Open 2005. Jako patnáctiletá porazila v úvodním kole Rusku Alinu Židkovovou, aby ji následně vyřadila favorizovaná krajanka Amélie Mauresmová.

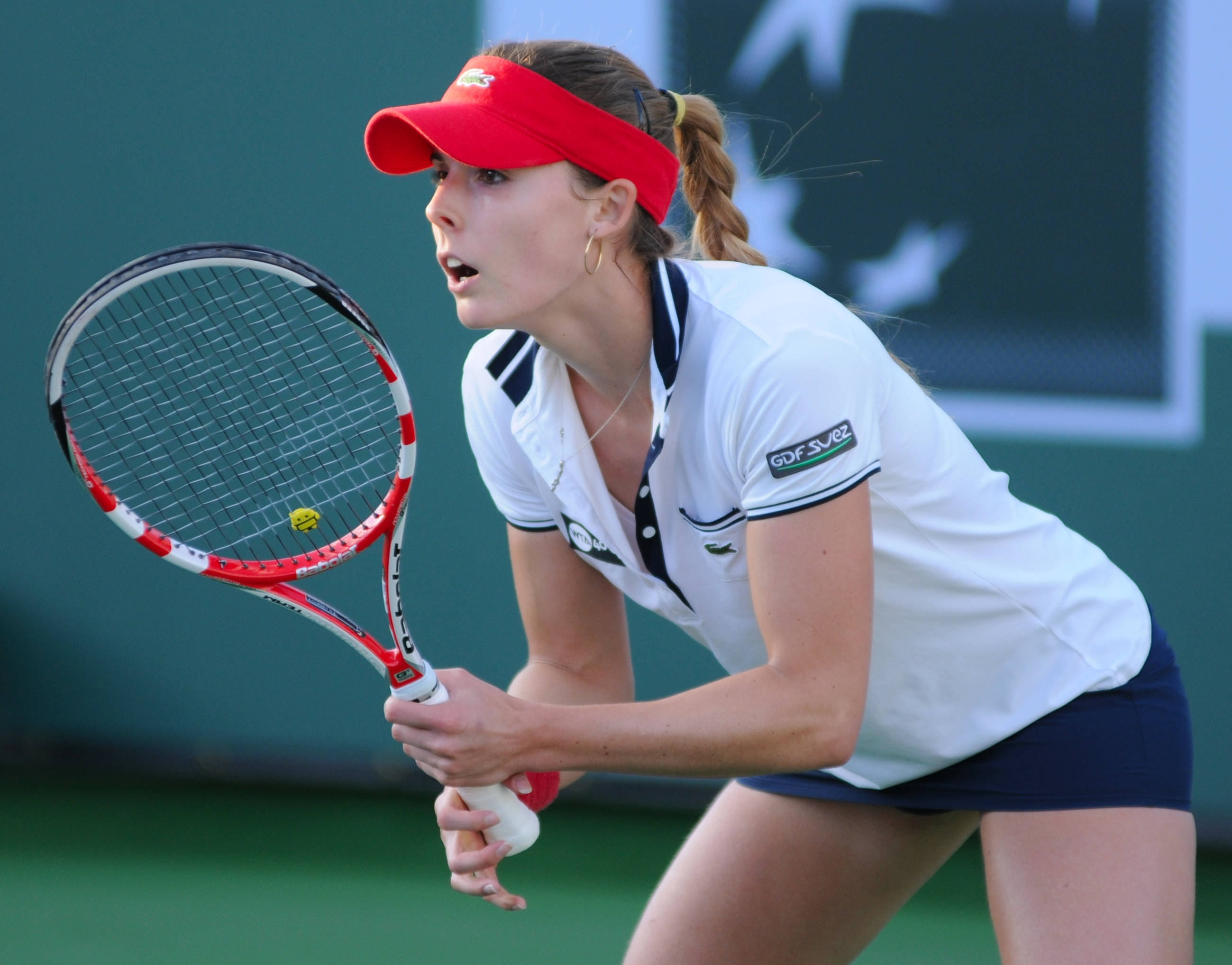
Během Indian Wells Masters 2013

Premiérový titul na okruhu ITF vybojovala během dubna 2006 na turnaji v Bari s dotací 25 tisíc dolarů, kde ve finále porazila Italku Tathianu Garbinovou. V červenci téhož toku přidala druhou trofej v Padově, události s dotací 25 tisíc dolarů.
V lednu 2007 prošla kvalifikací na Australian Open 2007. V rozhodujícím kvalifikačním kole vyřadila Katerynu Bondarenkovou. Na úvod hlavní soutěže však nestačila na Slovenku Danielu Hantuchovou ve dvou setech.
V únoru se zúčastnila halového Open GDF Suez 2007. Stopku v prvním kole jí vystavila krajanka Taťána Golovinová. V dalším průběhu roku pravidelně procházela kvalifikacemi turnajů WTA Tour a vylepšovala postavení na žebříčku. Na zářijovém US Open 2007 dokázala jako kvalifikantka zvítězit nad Australankou Samanthou Stosurovou. Ve druhé fázi deklasovala Dánku Caroline Wozniackou. Následně však nenašla recept na třetí nasazenou Srbku Jelenu Jankovićovou.

### 2008
V počáteční fázi sezóny končila v prvních kolech. Zlepšení přišlo na únorovém v Abierto Mexicano Telcel v Acapulcu, kde z pozice turnajové dvojky pronikla poprvé v kariéře do finále na okruhu WTA Tour. Mezi poslední čtveřicí porazila Američanku Jill Craybasou. V boji o titul však podlehla nejvýše nasazené Italce Flavií Pennettaové. Na dubnovém Bausch & Lomb Championships v Amelia Island postoupila jako 48. hráčka světové klasifikace do semifinále přes krajanku Virginii Razzanovou. V něm však skončila na raketě Dominiky Cibulkové po třísetovém průběhu. I na navazujícím turnaji hraném opět na zelené antuce Family Circle Cupu v Charlestonu skončila před branami finále, když ji mezi poslední čtyřkou tenistek vyřadila pátá nasazená Serena Williamsová.

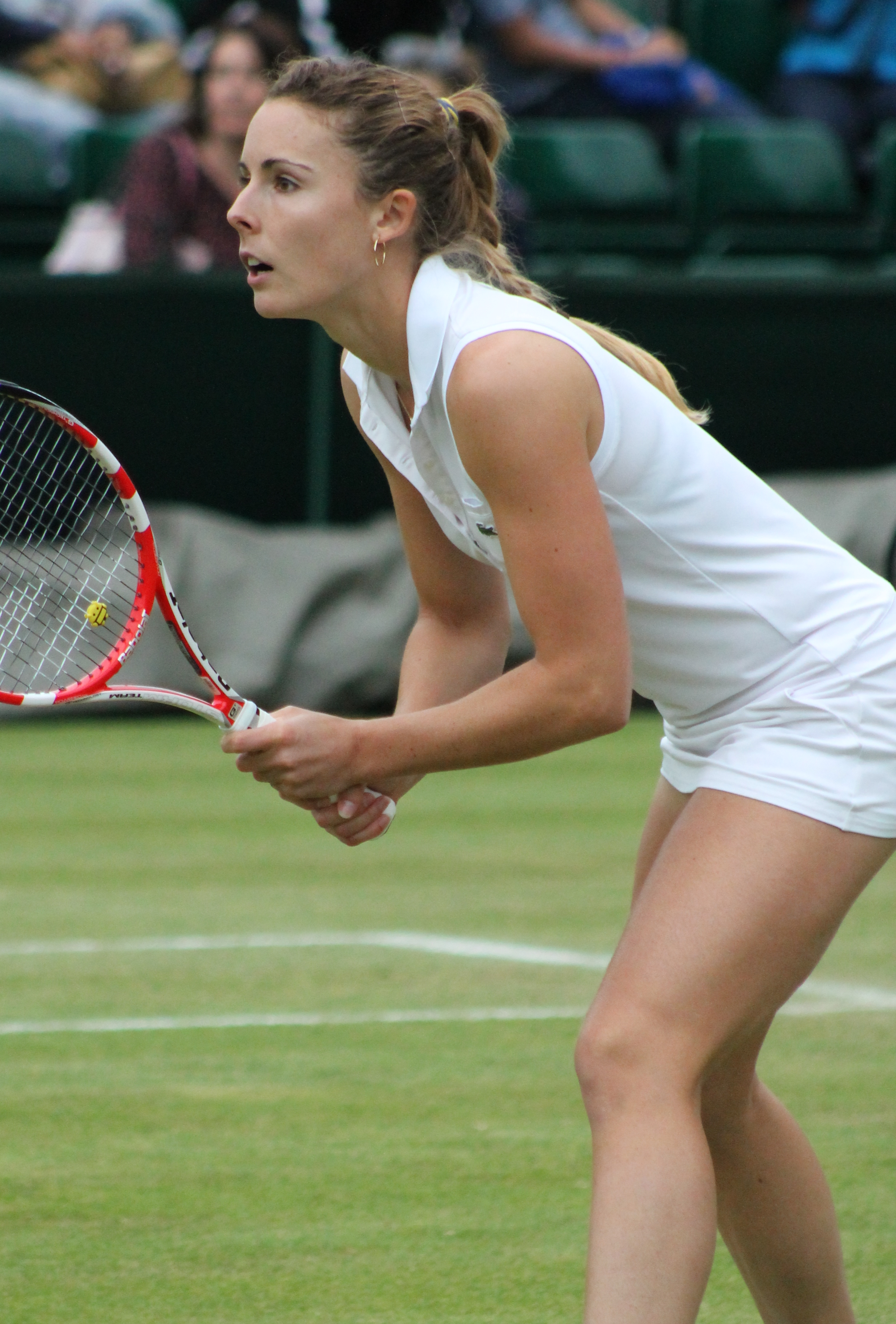
Ve Wimbledonu 2014

Na římské události Internazionali BNL d'Italia z kategorie WTA Tier I se jako kvalifikantka probojovala až do semifinále. Na její raketě postupně zůstaly Věra Duševinová, Francesca Schiavoneová, třetí nasazená Světlana Kuzněcovová a před čtvrtfinále odstoupila Serena Williamsová. Následně zdolala ruskou turnajovou šestku Annu Čakvetadzeovou. Ve finále však podlehla čtvrté nasazené Jeleně Jankovićové. French Open znamenalo účast ve třetím kole, v němž byla nad její síly Agnieszka Radwańská. Na travnatém International Women's Open v Eastbourne dohrála v prvním kole, když z pozice šesté nasazené nestačila na Mauresmovou. Ve stejné fázi odjela i z londýnského Wimbledonu po dvou nezvládnutých tiebreacích s Ruskou Anastasií Pavljučenkovovou.
Antukový Budapest Grand Prix, konaný v červenci, jí přinesl premiérový titul na okruhu WTA Tour, když dosáhla na „double“ – výhru ve dvouhře i čtyřhře. V singlové soutěži startovala v roli druhé nasazené a po volném losu postupně vyřadila Slovenku Magdalénu Rybárikovou, Němku Annu-Lenu Grönefeldovou a v semifinále maďarskou tenistku Grétu Arnovou, která jí dokázala odebrat jeden game v každém setu. Slovinku Andreju Klepačovou v boji o titul zdolala ve dvou setech. Bodový zisk znamenal postup na 18. místo žebříčku WTA. Po boku Slovenky Janette Husárové ovládly i deblovou soutěž, když jako třetí nasazené ve finále přehrály německo-rumunský pár Vanessa Henkeová a Ioana Raluca Olaruová.

### 2009
Sezónu poprvé rozehrála na Hopamnově poháru po boku Gillese Simona. V základní skupině obsadili třetí pozici poměrem 1:2 na zápasy.. Ve dvouhrách zdolala Tchajwanku Sie Šu-wej a Italku Flaviu Pennettaovou. Naopak podlehla ruské hráčce Dinaře Safinové.
Na lednovém Medibank International přehrála sedmou nasazenou Naděždu Petrovovou a Alisu Klejbanovovou, než ve čtvrtfinále nestačila na turnajovou dvojku Safinovou. V roli patnácté nasazené přijela na Australian Open. Ve třetím kole otočila jednosetovou ztrátu proti Daniele Hantuchové, aby se v osmifinále potřetí v rozmezí jednoho měsíce utkala se Safinovou. Přestože si vypracovala dva mečboly, odešla opět poražena

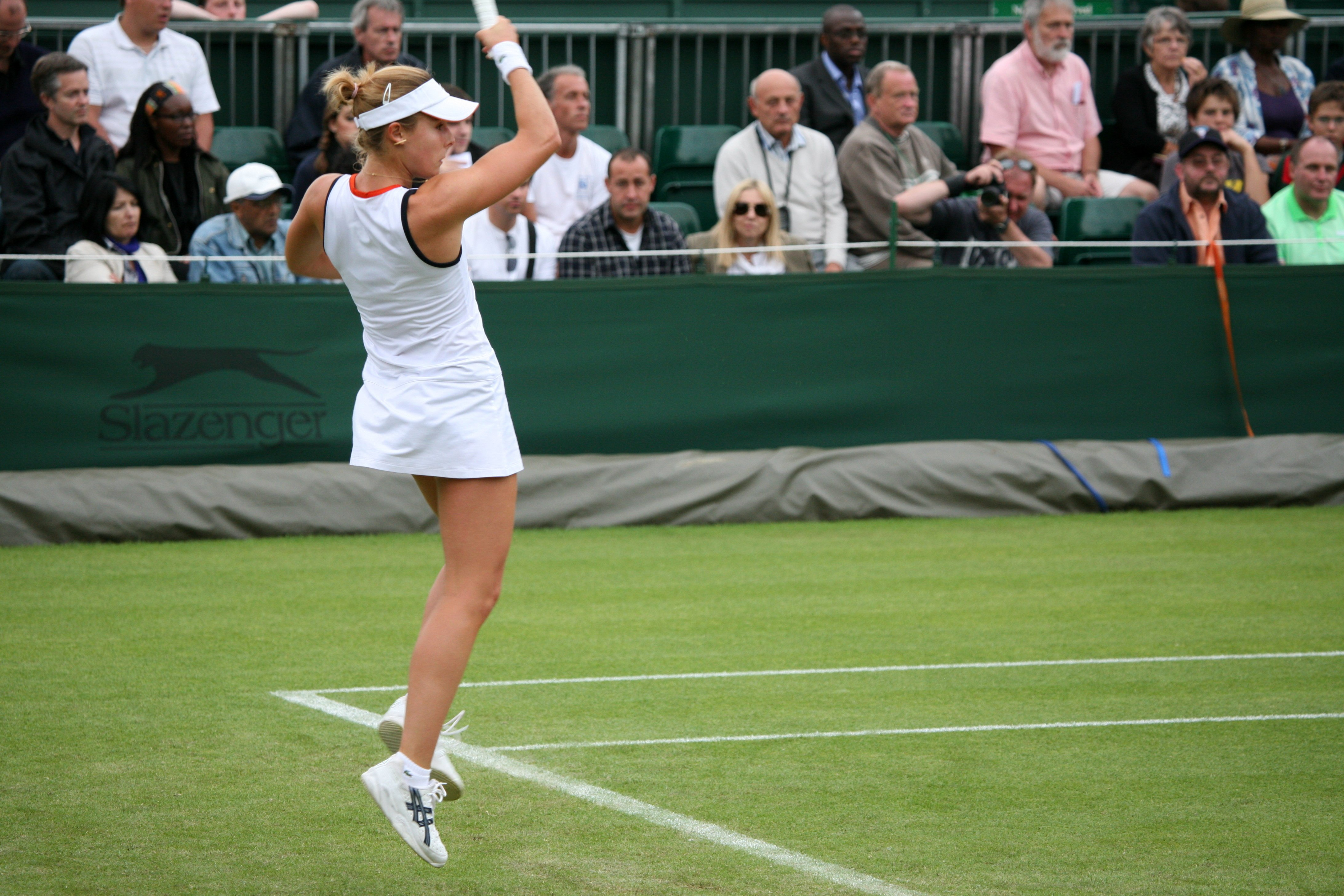
ve Wimbledonu 2009 skončila ve druhém kole

Na halovém Open GDF Suez, konaném v Paříži, přešla jako turnajová pětka přes lotyšskou kvalifikantku Anastasiji Sevastovovou. V navazujícím vyrovnaném klání na ni nestačila Hantuchová. Čtvrtfinálovou stopku ji poté vystavila druhá nasazená Jelena Jankovićová. Dne 16. února 2009 vystoupala na kariérní maximum, když na žebříčku WTA figurovala na 11. místě.
V prvním kole Světové skupiny Fed Cupu proti Itálii nezvládla obě dvouhry, když odešla poražena jak se Schiavoneovou, tak i s Pennettaovou. Francouzky zamířily do baráže po prohře 0:5 na zápasy. Pokles formy znamenal, že od února došla v rámci sedmi turnajů nejdále do třetích kol na Barclays Dubai Tennis Championships a na Sony Ericsson Open. Také v dubnové baráži Světové skupiny Fed Cupu proti Slovensku byly nad její síly Daniela Hantuchová a Dominika Cibulková. Přesto se Francouzky udržely v elitní úrovni soutěže výhrou 3:2 na zápasy.
Pařížský French Open znamenal vyřazení ve druhém kole se Soranou Cîrsteaovou. Úvodní zápas pak nezvládla ve Wimbledonu proti Rusce Věře Duševinové.
V úvodních fázích skončila i na antukových turnajích GDF SUEZ Grand Prix v Budapešti, kde obhajovala titul, a na Internazionali Femminili di Tennis di Palermo. Až rakouský Gastein Ladies v Bad Gasteinu přinesl semifinálovou účast. Mezi poslední čtveřicí podlehla Ioaně Raluce Olaruovéve třech setech, přestože ve druhé sadě vedla 5–4 na gamy a podávala na postup do finále. Na newyorském US Open ji ve druhé fázi vyřadila Číňanka Čeng Ťie.

### 2014

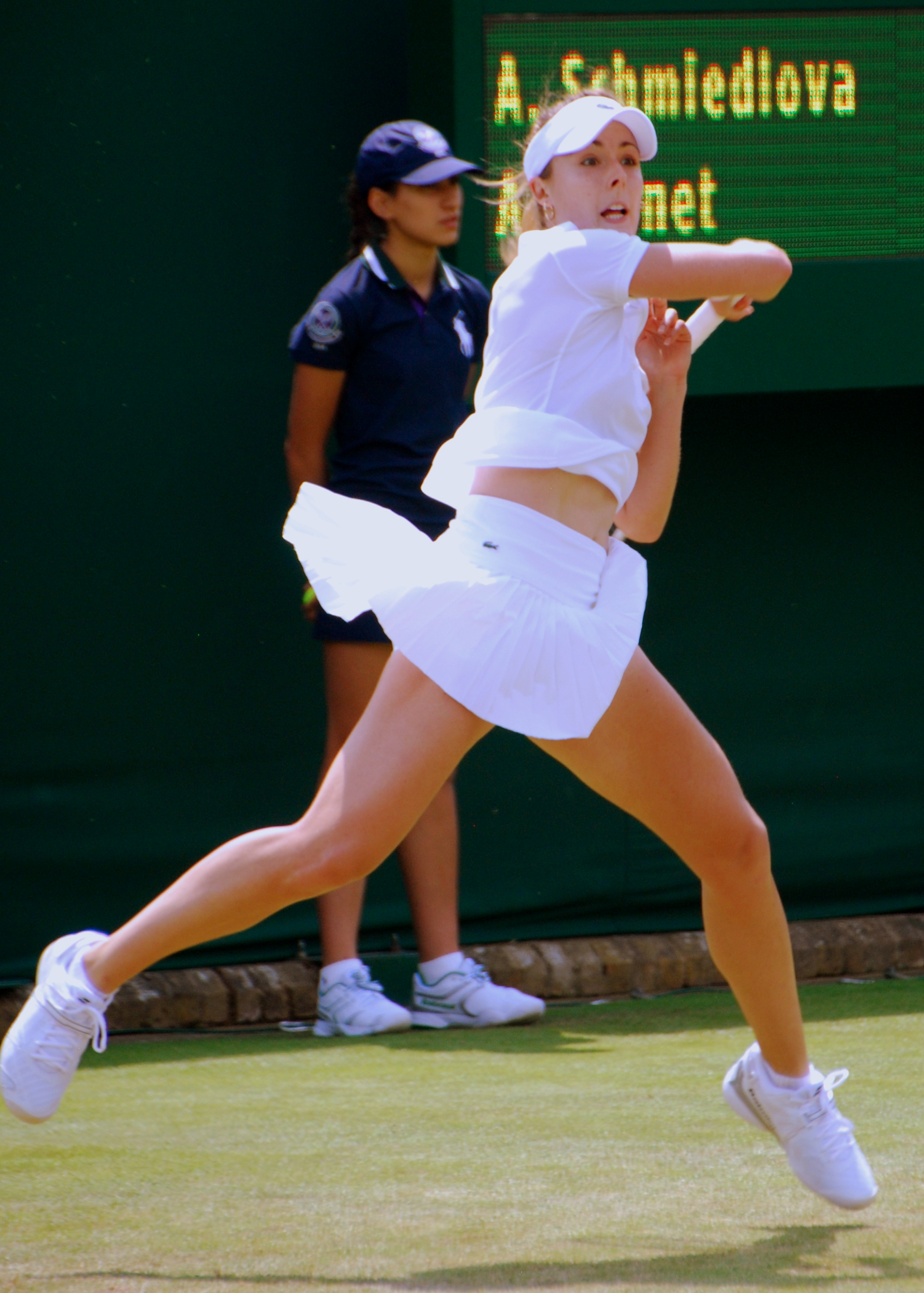
Ve Wimbledonu 2014 prošla poprvé po pěti letech do druhého týdne Grand Slamu

Do sezóny vstoupila jako 26. hráčka žebříčku. Na přelomu nového roku se podruhé za Francii zúčastnila Hopman Cupu, tentokrát v páru s Jo-Wilfriedem Tsongou Ve finále přehráli Polsko 2:1 na zápasy a pro zemi galského kohouta vybojovali premiérový titul. Ve třetím kole Australian Open nestačila na turnajovou dvojku Marii Šarapovovou. V semifinále únorového Dubai Tennis Championships zdolala poprvé v kariéře úřadující světovou jedničku Serenu Williamsovou, když se jednalo o jejich čtvrtý vzájemný zápas. V boji o titul však podlehla 44. ženě klasifikace Venus Williamsové. Na dubnovém BNP Paribas Katowice Open si připsala čtvrtou kariérní trofej po výhře nad Italkou Camilou Giorgiovou. Na cestě do finále vyřadila i nejvýše nasazenou Polku Agnieszku Radwańskou.
Antukový Mutua Madrid Open znamenal vypadnutí v úvodním kole se Světlanou Kuzněcovovou. Naopak otevírací duel proti Kirsten Flipkensové na navazujícím Internazionali BNL d'Italia zvládla, aby ji vzápětí stopku vystavila Ana Ivanovićová. V roli obhájkyně titulu přijížděla na Internationaux de Strasbourg, kde jí v první fázi čerstvou porážku z Katovic oplatila Giorgiová. V pozici dvacáté nasazené – nejvyšším grandslamovém postavení za uplynulé čtyři roky, startovala na French Open. Po výhře nad Ashleigh Bartyovou, hrající na divokou kartu, byla nad její síly další hráčka s divokou kartou Taylor Townsendová. Po ztrátě bodů klesla na 24. místo světové klasifikace.

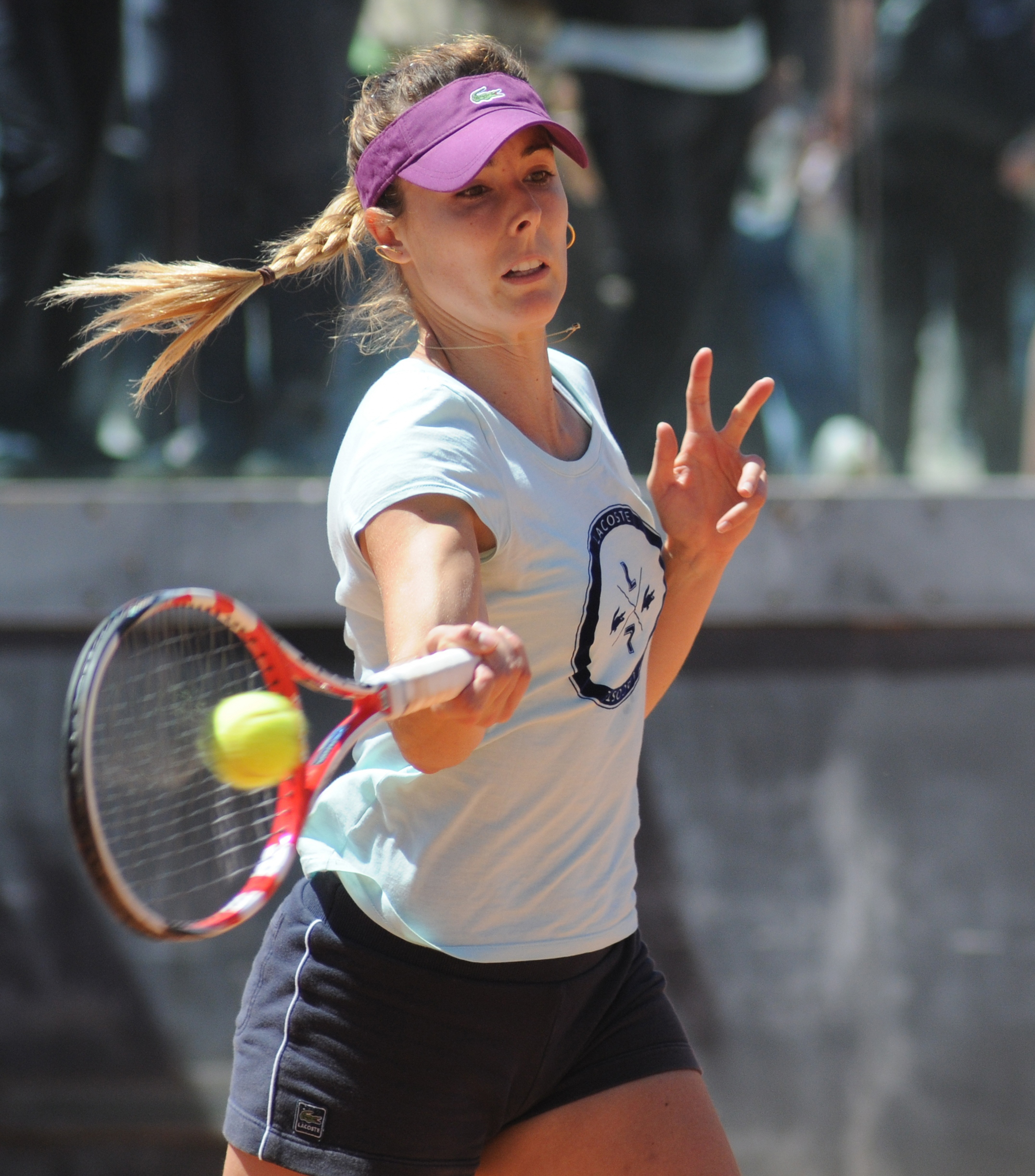
Trénink na Rome Masters 2014

Vstup do travnatého AEGON International v Eastbourne znamenal výhru nad Srbkou Bojanou Jovanovskou. Ve druhém kole ji však zastavila pátá nasazená Němka Angelique Kerberová ve třech setech. Ve Wimbledonu plnila roli 25. nasazené. Na její raketě postupně zůstaly Slovenka Anna Karolína Schmiedlová a Češka Petra Cetkovská. Podruhé v řadě pak zdolala světovou jedničku a pětinásobnou šampionku Serenu Williamsovou. Do druhého týdne na Grand Slamu tak prošla poprvé po pěti letech. V osmifinále však nenašla recept na 13. nasazenou Kanaďanku a pozdější finalistku Eugenii Bouchardovou.
Výpadek zaznamenala na antukovém Swedish Open, kde jako turnajová jednička na úvod utržila porážku od Estonky Anett Kontaveitoé. V antukové sezóně tak dosáhla na dvě výhry a pět proher. Část na letních amerických betonech rozehrála na washingtonském Citi Open v roli třetí nasazené. V prvním kole však nestačila na Shelby Rogersovou. Navazující Rogers Cup znamenal vítězství nad Lauren Davisovou a třísetovou porážku od turnajové osmičky Viktorie Azarenkové. Pokles formy pokračoval rychlým vyřazením na Cincinnati Masters, kde ji přehrála americká teenagerka Madison Keysová. Do US Open zavítala jako 22. nasazená. Poté, co zdolala krajanku Amandine Hesseovou a Danielu Hantuchoou, byla nad její síly Lucie Šafářová.

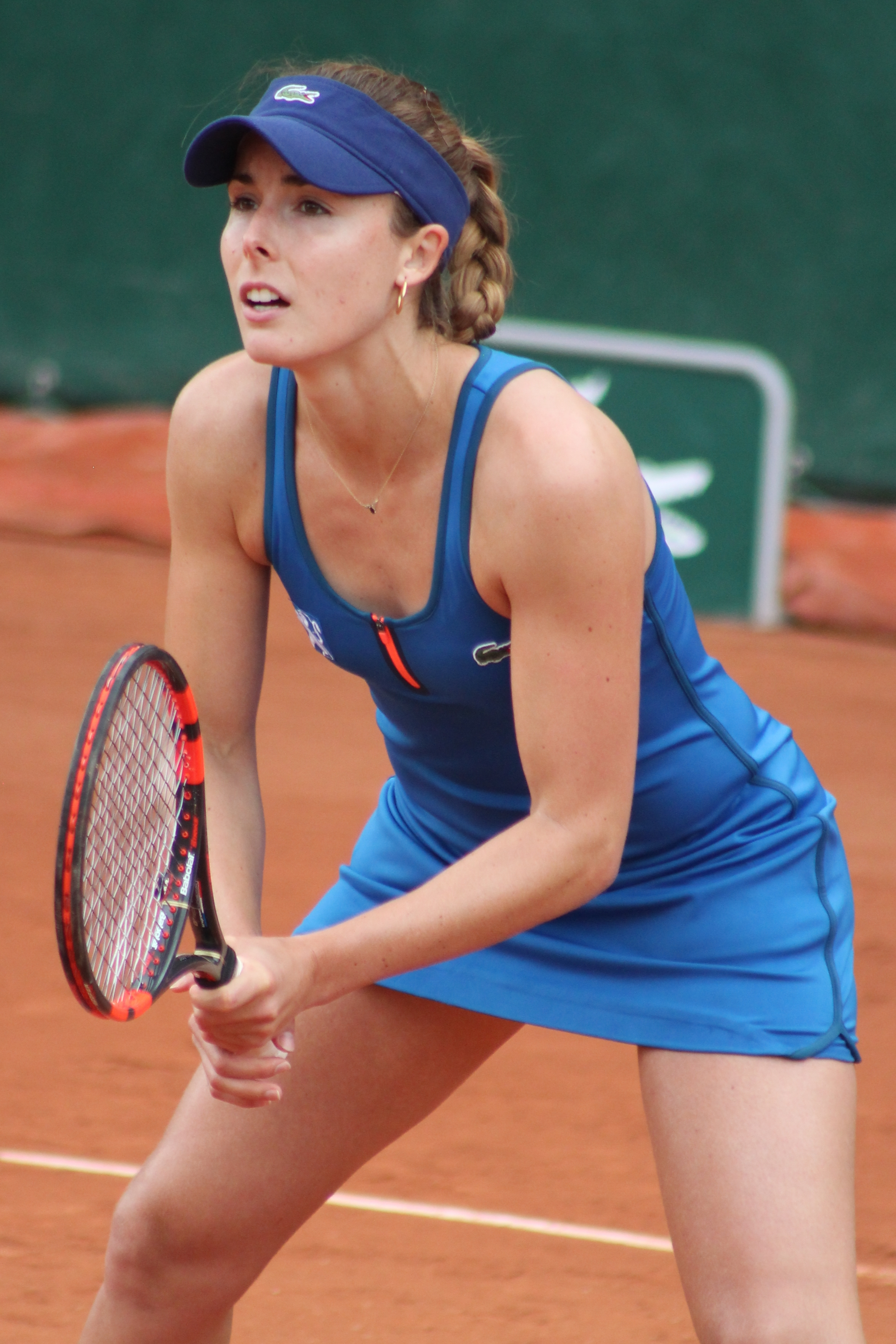
Na French Open 2015 došla do osmifinále,což znamenalo pařížské maximum

Jako turnajová dvojka odehrála Guangzhou International Women's Open v Kantonu. Stala se jedinou nasazenou tenistkou, jež postoupila do druhého kola. Na její raketě postupně zůstaly Julia Putincevová, Šachar Pe'erová, Sie Šu-wej a Timea Bacsinszká. Ve finále však nenašla recept na Monicu Niculescuovou. Následný Wuhan Open znamenal její třetí výhru nad Serenou Williamsovou v roce a také bez přerušení, když jí soupeřka v závěru úvodní sady skrečovala pro virózu. Stala se tak první hráčkou od Justine Heninové v roce 2007, která dokázala tuto Američanku porazit třikrát během jednoho roku. Ve svém prvním kariérním čtvrtfinále turnaje kategorie Premier 5 však nestačila na pozdější finalistku Bouchardovou. Na China Open, události Premier Mandatory, zdolala Jelenu Jankovićovou a Lauren Davisovou, aby ve třetím kole odjela z Pekingu po porážce od Samanthy Stosurové.

### 2022: První grandslamové čtvrtfinále a rekordní 63. účast na majorech v řadě
Až při své 63. kariérní účasti v grandslamové dvouhře na Australian Open, postoupila poprvé do čtvrtfinále majoru (blízko této fáze přitom byla již jako teenagerka, když v osmifinále Australian Open 2009 neproměnila dva mečboly proti Safinové, s níž prohrála pět posledních her utkání). Ve druhém kole porazila nasazenou trojku Garbiñe Muguruzaovou a ve třetím turnajovou devětadvacítku Tamaru Zidanšekovou. Útok na své první grandslamové čtvrtfinále podnikla proti Rumunce Simoně Halepové, kterou ve více než dvouapůlhodinové bitvě zdolala poměrem 6–4 v rozhodujícím setu. Mezi poslední osmičkou hráček podlehla ve dvou setech Američance a turnajové sedmadvacítce Danielle Collinsové.
Ve Wimbledonu se postarala o největší překvapení v odehrané části sezóny, když ve třetím kole vyřadila polskou světovou jedničku Igu Świątekovou. Ukončila tím její šňůru 37 výher a poprvé od Wuhan Open 2014 porazila nejvýše postavenou tenistku. Již samotným londýnským startem navíc vyrovnala historický rekord Sugijamové v počtu 62 grandslamových účastí za sebou, když v hlavní soutěži turnajů velké čtyřky nechyběla od Australian Open 2007. Tento rekord následně překonala na US Open, kde v prvním kole vyřadila v prvním kole jedenáctou hráčku světa a obhájkyni vítězství Emmu Raducanuovou.

## Soukromý život
Narodila se roku 1990 v jihofrancouzském Nice do rodiny obchodního ředitele Francise Corneta a matky v domácnosti Patricie Cornetové. Bratr Sébastien Cornet je lékař a také plnil roli manažera tenistky.

## Finále na okruhu WTA Tour
| Legenda                                          |
| ------------------------------------------------ |
| D – dvouhra; Č – čtyřhra                         |
| Grand Slam (0)                                   |
| Turnaj mistryň (0)                               |
| Premier Mandatory & Premier 5 / WTA 1000 (0–1 D) |
| Premier / WTA 500 (0–2 D, 0–2 Č)                 |
| International / WTA 250 (6–6 D; 3–2 Č)           |

### Dvouhra: 15 (6–9)
| Stav       | č. | datum             | turnaj                         | povrch    | soupeřka ve finále     | výsledek           |
| ---------- | -- | ----------------- | ------------------------------ | --------- | ---------------------- | ------------------ |
| Finalistka | 1. | 2. března 2008    | Acapulco, Mexiko               | antuka    | Flavia Pennettaová     | 0–6, 6–4, 1–6      |
| Finalistka | 2. | 18. května 2008   | Řím, Itálie                    | antuka    | Jelena Jankovićová     | 2–6, 2–6           |
| Vítězka    | 1. | 13. července 2008 | Budapešť, Maďarsko             | antuka    | Andreja Klepačová      | 7–6(7–5), 6–3      |
| Finalistka | 3. | 26. května 2012   | Štrasburk, Francie             | antuka    | Francesca Schiavoneová | 4–6, 4–6           |
| Vítězka    | 2. | 17. června 2012   | Bad Gastein, Rakousko          | antuka    | Yanina Wickmayerová    | 7–5, 7–6(7–1)      |
| Vítězka    | 3. | 25. května 2013   | Štrasburk, Francie             | antuka    | Lucie Hradecká         | 7–6(7–4), 6–0      |
| Finalistka | 4. | 22. února 2014    | Dubaj, Spojené arabské emiráty | tvrdý     | Venus Williamsová      | 3–6, 0–6           |
| Vítězka    | 4. | 13. dubna 2014    | Katovice, Polsko               | tvrdý (h) | Camila Giorgiová       | 7–6(7–3), 5–7, 7–5 |
| Finalistka | 5. | 20. září 2014     | Kanton, Čína                   | tvrdý     | Monica Niculescuová    | 4–6, 0–6           |
| Vítězka    | 5. | 16. ledna 2016    | Hobart, Austrálie              | tvrdý     | Eugenie Bouchardová    | 6–1, 6–2           |
| Finalistka | 6. | 7. ledna 2017     | Brisbane, Austrálie            | tvrdý     | Karolína Plíšková      | 0–6, 3–6           |
| Vítězka    | 6. | 22. července 2018 | Gstaad, Švýcarsko              | antuka    | Mandy Minellaová       | 6–4, 7–6(8–6)      |
| Finalistka | 7. | 21. července 2019 | Lausanne, Švýcarsko            | antuka    | Fiona Ferrová          | 1–6, 6–2, 1–6      |
| Finalistka | 8. | 28. srpna 2021    | Chicago, Spojené státy         | tvrdý     | Elina Svitolinová      | 5–7, 4–6           |
| Finalistka | 9. | 9. října 2022     | Monastir, Tunisko              | tvrdý     | Elise Mertensová       | 2–6, 0–6           |

### Čtyřhra: 7 (3–4)
| Stav       | č. | datum             | turnaj                  | povrch | spoluhráčka           | soupeřky ve finále                       | výsledek              |
| ---------- | -- | ----------------- | ----------------------- | ------ | --------------------- | ---------------------------------------- | --------------------- |
| Vítězka    | 1. | 13. července 2008 | Budapešť, Maďarsko      | antuka | Janette Husárová      | Ioana Olaruová Vanessa Henkeová          | 6–7(5–7), 6–1, [10–6] |
| Vítězka    | 2. | 22. května 2010   | Štrasburk, Francie      | antuka | Vania Kingová         | Alla Kudrjavcevová Anastasia Rodionovová | 3–6, 6–4, [10–7]      |
| Finalistka | 1. | 27. srpna 2011    | Dallas, Spojené státy   | tvrdý  | Pauline Parmentierová | Alberta Briantiová Sorana Cîrsteaová     | 5–7, 3–6              |
| Finalistka | 2. | 20. září 2014     | Kanton, Čína            | tvrdý  | Magda Linetteová      | Čuang Ťia-žung Liang Čchen               | 6–2, 6–7(3–7), [7–10] |
| Vítězka    | 3. | 18. října 2015    | Hongkong, Čína          | tvrdý  | Jaroslava Švedovová   | Lara Arruabarrenová Andreja Klepačová    | 7–5, 6–4              |
| Finalistka | 3. | 6. srpna 2017     | Stanford, Spojené státy | tvrdý  | Alicja Rosolská       | Abigail Spearsová Coco Vandewegheová     | 2–6, 3–6              |
| Finalistka | 4. | 19. června 2022   | Berlín, Německo         | tráva  | Jil Teichmannová      | Storm Sandersová Kateřina Siniaková      | 4–6, 3–6              |

## Finále soutěží družstev: 3 (2–1)
| Výsledek   | č. | datum a místo konání                                                       | spoluhráči                                                                    | soupeři                                                                                   | skóre        | zdroj  |
| ---------- | -- | -------------------------------------------------------------------------- | ----------------------------------------------------------------------------- | ----------------------------------------------------------------------------------------- | ------------ | ------ |
| Vítězka    | 1. | Hopman Cup 2014 4. ledna 2014 Perth, Austrálie tvrdý, Perth Arena          | Jo-Wilfried Tsonga                                                            | Polsko                                                                                    | 2–1          | [ 13 ] |
| Vítězka    | 1. | Hopman Cup 2014 4. ledna 2014 Perth, Austrálie tvrdý, Perth Arena          | Jo-Wilfried Tsonga                                                            | Agnieszka Radwańská Grzegorz Panfil                                                       | 2–1          | [ 13 ] |
| Finalistka | 1. | Fed Cup 2016 12.–13. listopadu 2016 Štrasburk, Francie tvrdý, Rhénus Sport | Caroline Garciaová Kristina Mladenovicová Pauline Parmentierová               | Česko                                                                                     | 2–3 (detail) | [ 14 ] |
| Finalistka | 1. | Fed Cup 2016 12.–13. listopadu 2016 Štrasburk, Francie tvrdý, Rhénus Sport | Caroline Garciaová Kristina Mladenovicová Pauline Parmentierová               | Karolína Plíšková Petra Kvitová Barbora Strýcová Lucie Hradecká                           | 2–3 (detail) | [ 14 ] |
| Vítězka    | 2. | Fed Cup 2019 9.–10. listopadu 2019 Perth, Austrálie tvrdý, RAC Arena       | Caroline Garciaová Kristina Mladenovicová Fiona Ferrová Pauline Parmentierová | Austrálie                                                                                 | 3–2          | [ 15 ] |
| Vítězka    | 2. | Fed Cup 2019 9.–10. listopadu 2019 Perth, Austrálie tvrdý, RAC Arena       | Caroline Garciaová Kristina Mladenovicová Fiona Ferrová Pauline Parmentierová | Ashleigh Bartyová Ajla Tomljanovićová Samantha Stosurová Astra Sharmaová Priscilla Honová | 3–2          | [ 15 ] |

## Finále na juniorce Grand Slamu

### Dvouhra juniorek: 1 (1–0)
| Stav    | rok  | turnaj      | povrch | soupeřka ve finále        | výsledek      |
| ------- | ---- | ----------- | ------ | ------------------------- | ------------- |
| Vítězka | 2007 | French Open | antuka | Mariana Duqueová Mariñová | 4–6, 6–1, 6–0 |

### Čtyřhra juniorek: 1 (0–1)
| Stav       | rok  | turnaj          | povrch | spoluhráčka        | soupeřky ve finále                           | výsledek |
| ---------- | ---- | --------------- | ------ | ------------------ | -------------------------------------------- | -------- |
| Finalistka | 2006 | Australian Open | tvrdý  | Corinna Dentoniová | Anastasija Pavljučenkovová Sharon Fichmanová | 2–6, 2–6 |

## Postavení na konečném žebříčku WTA

### Dvouhra
| Rok    | 2004 | 2005   | 2006   | 2007  | 2008  | 2009  | 2010  | 2011  | 2012  | 2013  | 2014  | 2015  | 2016  | 2017  | 2018  | 2019  | 2020  | 2021  | 2022  | '2023  |
| Pořadí | 861. | ▲ 308. | ▲ 189. | ▲ 57. | ▲ 16. | ▼ 50. | ▼ 78. | ▼ 89. | ▲ 44. | ▲ 27. | ▲ 20. | ▼ 43. | ▼ 45. | ▲ 38. | ▼ 47. | ▼ 60. | ▲ 53. | ▼ 59. | ▲ 36. | ▼ 118. |

### Čtyřhra
| Rok    | 2007 | 2008   | 2009   | 2010  | 2011  | 2012  | 2013   | 2014   | 2015   | 2016   | 2017   | 2018   | 2019   | 2020   | 2021   | 2022  | 2023   |
| Pořadí | 364. | ▲ 127. | ▼ 186. | ▲ 79. | ▼ 86. | ▼ 92. | ▼ 174. | ▲ 110. | ▲ 108. | ▼ 152. | ▲ 115. | ▼ 156. | ▲ 111. | ▼ 185. | ▼ 280. | ▲ 67. | ▼ 317. |